# Pamir Taghdumbash
Le Pamir Taghdumbash est une vallée fertile de l'Ouest du Xinjiang dans l'Ouest de la république populaire de Chine, à la jonction entre le Pamir, le Karakoram et la cordillère du Kunlun. Elle correspond au cours supérieur de la rivière Taxkorgan. Elle est fermée à l'ouest par le col Wakhjir.